# Benja Martínez
Benjamín Martínez Martínez (Sant Cugat del Vallès, 23 de agosto de 1987), deportivamente conocido como Benja, es un futbolista español. Juega como delantero y se encuentra sin equipo tras rescindir su contrato con el C. F. Intercity.

## Trayectoria
Benjamín Martínez jugó en las categorías inferiores de la Damm, Mercantil y Espanyol antes de fichar por el Europa, equipo en el que marcó 10 goles.
Uno de estos goles lo logró en el Miniestadi contra el Barça B que dirigía Pep Guardiola. Al final de la temporada 2008/09, el Barça decidió ficharlo y cederlo al C. F. Reus Deportiu, club con el que se había llegado a un convenio de colaboración. Tras la primera vuelta el club azulgrana decide repescarlo en el mercado invernal, incorporándose al F. C. Barcelona Atlético.
Tras dos temporadas y media en el filial del F. C. Barcelona, fichó por el Girona F. C. donde al año siguiente sufrió una grave lesión. En 2013 pasó al Córdoba C. F. donde no llegó a debutar al no recuperarse de la lesión, lo que le llevó a rescindir su contrato en enero de 2014, quedando libre para incorporarse a la U. D. Las Palmas el 23 de febrero.
En su primera etapa en el club canario el jugador no acabó de recuperarse de su lesión de rodilla de manera que disputa solo cinco encuentros de forma parcial, con un total de 75 minutos y 1 gol. En enero de 2015 se incorporó al C. E. Sabadell cedido hasta final de temporada. Tras la cesión rescindió su contrato con la U. D. Las Palmas.
La Cultural le comunicó que no contaba con él para la temporada del regreso a la división de plata, contando con varias opciones en segunda B, y en la propia segunda A, donde uno de los aspirantes al ascenso a primera, se interesó por su situación (Osasuna).[cita requerida]
En la temporada 2017-18 jugó en el Elche C. F. y consiguió el ascenso a Segunda División, contribuyendo con 12 goles. La siguiente siguió defendiendo los colores del conjunto ilicitano. Sin embargo, en febrero de 2019, después de 20 partidos y ningún gol en Segunda División, regresó a la Segunda B, ahora para defender los colores del Hércules C. F.
Tras temporada y media en el conjunto alicantino, en julio de 2021 se convirtió en la primera incorporación del C. F. Intercity para la campaña 2021-22. Ayudó al equipo a ascender a la Primera Federación y  en enero de 2023, tras llevar lesionado desde el mes de septiembre, llegó a un acuerdo para rescindir su contrato.

## Clubes
| Club                         | País   | Año       |
| ---------------------------- | ------ | --------- |
| C. E. Europa                 | España | 2007-2008 |
| C. F. Reus Deportiu          | España | 2008-2009 |
| F. C. Barcelona "B"          | España | 2009-2011 |
| Girona F. C.                 | España | 2011-2013 |
| Córdoba C. F.                | España | 2013      |
| U. D. Las Palmas             | España | 2014-2015 |
| C. E. Sabadell (cedido)      | España | 2015      |
| U. E. Llagostera             | España | 2015-2016 |
| Cultural y Deportiva Leonesa | España | 2016-2017 |
| Elche C. F.                  | España | 2017-2019 |
| Hércules C. F. (cedido)      | España | 2019-2021 |
| C. F. Intercity              | España | 2021-2023 |